# 和牛甲子園
和牛甲子園（わぎゅうこうしえん）は、高等学校（農業高等学校等の農業系学科）で飼育された和牛枝肉の肉質と日頃の取組み内容を競う、和牛飼育をおこなう高校生のための全国大会である。
全国農業協同組合連合会（JA全農）の主催により、2018年1月18日、19日に第1回大会が開催されて以降、毎年1月に開催されている。
第2回大会までは「和牛甲子園」―全国農業高等学校和牛枝肉共励会という名称で行われていたが、大会の内容が出品牛の枝肉評価から農業高等学校の日頃の活動・取組を重視したものへと変化してきたため、第3回大会以降、和牛甲子園の名称で開催されている。

## 概要

### 開催場所
第1回大会は、東京都港区港南の東京食肉市場で開催された。第2回大会以降、参加者の増加に伴い東京食肉市場周辺の大会場と東京食肉市場の両会場併用となっている。 

### 高校牛児
和牛甲子園に出場する生徒のニックネームで、第1回大会以降定着している。なお、参加した高校生には「和牛甲子園」ロゴ入りシンボルキャップが配布されている。

### 審査部門
審査は出品牛の肉質を中心に評価する枝肉評価部門と日頃の取組み内容を評価する取組評価部門の2部門でおこなわれ、両部門で最優秀賞・優秀賞・優良賞等を選出する。その上で両部門の評価得点を合計した最高得点獲得校を総合評価部門・最優秀賞賞として褒賞する。

### 後援組織
文部科学省、農林水産省、東京都中央卸売市場食肉市場、公益財団法人全国学校農場協会、全国農業高等学校長協会、日本学校農業クラブ連盟、独立行政法人家畜改良センター、農畜産業振興機構、東京食肉市場が主な後援組織となっている

## 大会の変遷 その1
各部門の最優秀賞受賞校の変遷
|   | 大会期間            | 総合評価部門               | 枝肉評価部門               | 取組評価部門               |
| - | ------------------- | -------------------------- | -------------------------- | -------------------------- |
| 1 | 2018年1月18日、19日 | 岐阜県立飛騨高山高等学校   | 鹿児島県立鹿屋農業高等学校 | -                          |
| 2 | 2019年1月17日、18日 | 岐阜県立飛騨高山高等学校   | 鹿児島県立曽於高等学校     | 鹿児島県立市来農芸高等学校 |
| 3 | 2020年1月16日、17日 | 鹿児島県立市来農芸高等学校 | 岩手県立水沢農業高等学校   | 鹿児島県立市来農芸高等学校 |
| 4 | 2021年1月15日       | 鹿児島県立市来農芸高等学校 | 鹿児島県立市来農芸高等学校 | 鹿児島県立市来農芸高等学校 |
| 5 | 2022年1月21日       | 愛知県立渥美農業高等学校   | 鹿児島県立曽於高等学校     | 広島県立西条農業高等学校   |
| 6 | 2023年1月19日、20日 | 岐阜県立大垣養老高等学校   | 栃木県立矢板高等学校       | 鹿児島県立市来農芸高等学校 |
| 7 | 2024年1月18日、19日 | 鹿児島県立鹿屋農業高等学校 | 鹿児島県立鹿屋農業高等学校 | 岐阜県立加茂農林高等学校   |

## 大会の変遷 その2
受賞校一覧（全部門）
| 総合評価部門 | 最優秀賞（1校） | 岐阜県立飛騨高山高等学校   |
| ------------ | --------------- | -------------------------- |
| 枝肉評価部門 | 最優秀賞（1頭） | 鹿児島県立鹿屋農業高等学校 |
| 枝肉評価部門 | 優秀賞（3頭）   | 岩手県立水沢農業高等学校   |
| 枝肉評価部門 | 優秀賞（3頭）   | 岐阜県立飛騨高山高等学校   |
| 枝肉評価部門 | 優秀賞（3頭）   | 岐阜県立加茂農林高等学校   |
| 枝肉評価部門 | 優良賞（4頭）   | 栃木県立矢板高等学校       |
| 枝肉評価部門 | 優良賞（4頭）   | 岐阜県立飛騨高山高等学校   |
| 枝肉評価部門 | 優良賞（4頭）   | 島根県立出雲農林高等学校   |
| 枝肉評価部門 | 優良賞（4頭）   | 鹿児島県立鹿屋農業高等学校 |

| 総合部門     | 最優秀賞（1校） | 岐阜県立飛騨高山高等学校   |
| ------------ | --------------- | -------------------------- |
| 取組評価部門 | 最優秀賞（1校） | 鹿児島県立市来農芸高等学校 |
| 取組評価部門 | 優秀賞（2校）   | 岐阜県立飛騨高山高等学校   |
| 取組評価部門 | 優秀賞（2校）   | 岩手県立水沢農業高等学校   |
| 取組評価部門 | 優良賞（3校）   | 岐阜県立加茂農林高等学校   |
| 取組評価部門 | 優良賞（3校）   | 長崎県立諫早農業高等学校   |
| 取組評価部門 | 優良賞（3校）   | 鹿児島県立鹿屋農業高等学校 |
| 枝肉評価部門 | 最優秀賞（1頭） | 鹿児島県立曽於高等学校     |
| 枝肉評価部門 | 優秀賞（2頭）   | 栃木県立那須拓陽高等学校   |
| 枝肉評価部門 | 優秀賞（2頭）   | 岐阜県立飛騨高山高等学校   |
| 枝肉評価部門 | 優良賞（3頭）   | 鹿児島県立鹿屋農業高等学校 |
| 枝肉評価部門 | 優良賞（3頭）   | 鹿児島県立市来農芸高等学校 |
| 枝肉評価部門 | 優良賞（3頭）   | 鹿児島県立市来農芸高等学校 |

| 総合評価部門 | 最優秀賞（1校）       | 鹿児島県立市来農芸高等学校   |
| ------------ | --------------------- | ---------------------------- |
| 取組評価部門 | 最優秀賞（1校）       | 鹿児島県立市来農芸高等学校   |
| 取組評価部門 | 優秀賞（2校）         | 鹿児島県立市来農芸高等学校   |
| 取組評価部門 | 優秀賞（2校）         | 宮城県小牛田農林高等学校     |
| 取組評価部門 | 優良賞（3校）         | 神奈川県立中央農業高等学校   |
| 取組評価部門 | 優良賞（3校）         | 広島県立西条農業高等学校     |
| 取組評価部門 | 優良賞（3校）         | 岐阜県立飛騨高山高等学校     |
| 取組評価部門 | 審査委員特別賞（1校） | 岐阜県立大垣養老高等学校     |
| 枝肉評価部門 | 最優秀賞（1頭）       | 岩手県立水沢農業高等学校     |
| 枝肉評価部門 | 優秀賞（2頭）         | 岩手県立水沢農業高等学校     |
| 枝肉評価部門 | 優秀賞（2頭）         | 岐阜県立飛騨高山農業高等学校 |
| 枝肉評価部門 | 優良賞（3頭）         | 栃木県立真岡北陵高等学校     |
| 枝肉評価部門 | 優良賞（3頭）         | 広島県立真岡北陵高等学校     |
| 枝肉評価部門 | 優良賞（3頭）         | 鹿児島県立市来農芸高等学校   |
| 枝肉評価部門 | 審査委員特別賞（1頭） | 栃木県立矢板高等学校         |

| 総合評価部門 | 最優秀賞（1校）       | 鹿児島県立市来農芸高等学校 |
| ------------ | --------------------- | -------------------------- |
| 取組評価部門 | 最優秀賞（1校）       | 鹿児島県立市来農芸高等学校 |
| 取組評価部門 | 優秀賞（2校）         | 愛知県立渥美農業高等学校   |
| 取組評価部門 | 優秀賞（2校）         | 山口県立大津緑洋高等学校   |
| 取組評価部門 | 優良賞（3校）         | 佐賀県立唐津南高等学校     |
| 取組評価部門 | 優良賞（3校）         | 山形県立村山産業高等学校   |
| 取組評価部門 | 優良賞（3校）         | 岩手県立水沢農業高等学校   |
| 取組評価部門 | 審査委員特別賞（1校） | 鹿児島県立鹿屋農業高等学校 |
| 取組評価部門 | 高校牛児特別賞（1校） | 鹿児島県立市来農芸高等学校 |
| 枝肉評価部門 | 最優勝賞（1頭）       | 鹿児島県立市来農芸高等学校 |
| 枝肉評価部門 | 優秀賞（2頭）         | 栃木県立鹿沼南高等学校     |
| 枝肉評価部門 | 優秀賞（2頭）         | 岐阜県立飛騨高山高等学校   |
| 枝肉評価部門 | 優良賞（3頭）         | 岩手県立水沢農業高等学校   |
| 枝肉評価部門 | 優良賞（3頭）         | 島根県立出雲農林高等学校   |
| 枝肉評価部門 | 優良賞（3頭）         | 鹿児島県立鹿屋農業高等学校 |
| 枝肉評価部門 | 審査委員特別賞（1頭） | 岩手県立水沢農業高等学校   |

| 総合評価部門 | 最優秀賞              | 愛知県立渥美農業高等学校   |
| ------------ | --------------------- | -------------------------- |
| 取組評価部門 | 最優秀賞（1校）       | 広島県立西条農業高等学校   |
| 取組評価部門 | 優秀賞（2校）         | 愛知県立渥美農業高等学校   |
| 取組評価部門 | 優秀賞（2校）         | 鹿児島県立市来農芸高等学校 |
| 取組評価部門 | 優良賞（3校）         | 福島県立会津農林高等学校   |
| 取組評価部門 | 優良賞（3校）         | 鹿児島県立鹿屋農業高等学校 |
| 取組評価部門 | 優良賞（3校）         | 鹿児島県立鶴翔高等学校     |
| 取組評価部門 | 審査委員特別賞（1校） | 岡山県立瀬戸南高等学校     |
| 取組評価部門 | 高校牛児特別賞（1校） | 宮城県農業高等学校         |
| 枝肉評価部門 | 最優秀賞（1頭）       | 鹿児島県立曽於高等学校     |
| 枝肉評価部門 | 優秀賞（2頭）         | 岐阜県立大垣養老高等学校   |
| 枝肉評価部門 | 優秀賞（2頭）         | 愛知県立渥美農業高学校     |
| 枝肉評価部門 | 優良賞（3頭）         | 栃木県立栃木農業高等学校   |
| 枝肉評価部門 | 優良賞（3頭）         | 栃木県立那須拓陽高等学校   |
| 枝肉評価部門 | 優良賞（3頭）         | 鹿児島県立鹿屋農業高等学校 |
| 枝肉評価部門 | 審査委員特別賞（1頭） | 栃木県立宇都宮白楊高等学校 |

| 総合評価部門 | 最優秀賞（1校）       | 岐阜県立大垣養老高等学校         |
| ------------ | --------------------- | -------------------------------- |
| 取組評価部門 | 最優秀賞（1校）       | 鹿児島県立市来農芸高等学校       |
| 取組評価部門 | 優秀賞（2校）         | 北海道倶知安農業高等学校         |
| 取組評価部門 | 優秀賞（2校）         | 広島県立西条農業高等学校         |
| 取組評価部門 | 優良賞（3校）         | 栃木県立栃木農業高等学校         |
| 取組評価部門 | 優良賞（3校）         | 神奈川県立中央農業高等学校       |
| 取組評価部門 | 優良賞（3校）         | 京都府立農芸高等学校             |
| 取組評価部門 | 審査委員特別賞（1校） | 鹿児島県立鹿屋農業高等学校       |
| 取組評価部門 | 高校牛児特別賞（1校） | 愛知県立渥美農業高等学校         |
| 枝肉評価部門 | 最優秀賞（1頭）       | 栃木県立矢板高等学校             |
| 枝肉評価部門 | 優秀賞（2頭）         | 岐阜県立大垣養老高等学校         |
| 枝肉評価部門 | 優秀賞（2頭）         | 鹿児島県立加世田常潤農業高等学校 |
| 枝肉評価部門 | 優良賞（3頭）         | 福島県立磐城農業高等学校         |
| 枝肉評価部門 | 優良賞（3頭）         | 岐阜県立飛騨高山高等学校         |
| 枝肉評価部門 | 優良賞（3頭）         | 島根県立出雲農林高等学校         |
| 枝肉評価部門 | 審査委員特別賞（1頭） | 愛知県立渥美農業高等学校         |

| 総合評価部門 | 最優秀賞（1校）       | 鹿児島県立鹿屋農業高等学校                |  |
| ------------ | --------------------- | ----------------------------------------- |  |
| 取組評価部門 | 最優秀賞（1校）       | 岐阜県立加茂農林高等学校                  |  |
| 取組評価部門 | 優秀賞（2校）         | 神奈川県立中央農業高等学校                |  |
| 取組評価部門 | 優秀賞（2校）         | 鹿児島県立市来農芸高等学校                |  |
| 取組評価部門 | 優良賞（3校）         | 岐阜県立大垣養老高等学校                  |  |
| 取組評価部門 | 優良賞（3校）         | 愛知県立渥美農業高等学校                  |  |
| 取組評価部門 | 優良賞（3校）         | 宮崎県立高鍋農業高等学校                  |  |
| 取組評価部門 | 審査委員特別賞（2校） | 京都府立農芸高等学校                      |  |
| 取組評価部門 | 審査委員特別賞（2校） | 鹿児島県立鹿屋農業高等学校                |  |
| 取組評価部門 | 高校牛児特別賞（1校） | 岐阜県立加茂農林高等学校                  |  |
| 枝肉評価部門 | 最優秀賞（1頭）       | 鹿児島県立鹿屋農業高等学校（枝肉番号107） |  |
| 枝肉評価部門 | 優秀賞（2頭）         | 福島県立会津農林高等学校 （枝肉番号 63）  |  |
| 枝肉評価部門 | 優秀賞（2頭）         | 岐阜県立飛騨高山高等学校 （枝肉番号 89）  |  |
| 枝肉評価部門 | 優良賞（3頭）         | 京都府立農芸高等学校 （枝肉番号 94）      |  |
| 枝肉評価部門 | 優良賞（3頭）         | 宮崎県立高鍋農業高等学校 （枝肉番号101）  |  |
| 枝肉評価部門 | 優良賞（3頭）         | 鹿児島県立市来農芸高等学校（枝肉番号102） |  |
| 枝肉評価部門 | 審査委員特別賞        | 栃木県立栃木農業高等学校 （枝肉番号 73）  |  |

### 部門別審査委員長
第1回 - 第3回
取組評価部門審査委員長 多田耕太郎（東京農業大学教授）
枝肉評価部門審査委員長 小林淳二　（日本食肉格付協会 業務部長）
第4回 -第6回
取組評価部門審査委員長 多田耕太郎（東京農業大学教授）
枝肉評価部門審査委員長 芳野陽一郎（日本食肉格付協会 専務理事）
第7回
取組評価部門審査委員長 多田耕太郎（東京農業大学教授）
枝肉評価部門審査委員長 小林淳二　（日本食肉格付協会 専務理事）

### 大会出場校・出品頭数の変遷
- 第1回：出場校15校・21頭
- 第2回：出場校23校・28頭
- 第3回：出場校30校・44頭
- 第4回：出場校33校・47頭
- 第5回：出場校35校・50頭
- 第6回：出場校40校・55頭
- 第7回：出場校41校・59頭

## 教育現場との連携：肉牛生産に関する勉強会等の開催
主催者がもつ肉牛生産に関するノウハウ紹介と生徒の肉牛生産技術向上、教育界指導者の交流促進を主たる目的として、第1回大会以来、勉強会等を大会内外で開催している。　
|           | 勉強会テーマ                                     | 連携方法               | 備考                                    |
| --------- | ------------------------------------------------ | ---------------------- | --------------------------------------- |
| 第1回大会 | 家畜の増体と飼養管理のポイント                   | 「肥育ワークショップ」 | 大会内講座として実施                    |
| 第2回大会 | 肉牛におけるICT技術活用                          | 「和牛カンファレンス」 | 大会とは別日程で開催                    |
| 第3回大会 | 哺育期・育成期の管理                             | 「和牛アカデミー」     | 大会とは別日程・全国4ブロックで開催     |
| 第4回大会 | 子牛の衛生対策                                   | 「和牛アカデミー」     | 大会とは別日程・WEB開催                 |
| 第5回大会 | 冬場の飼養衛生管理                               | 「和牛アカデミー」     | 大会とは別日程・WEB開催                 |
| 第6回大会 | 肥育技術の情報提供                               | 「和牛アカデミー」     | 大会とは別日程・動画配信方式で実施      |
| 第7回大会 | 日本飼養標準の（2022年版）の改定のポイントと実践 | 「和牛アカデミー」     | 大会とは別日程・web開催と動画配信で実施 |

## 大会で実施される講座：実施内容と拡充の取組み
大会は、コロナ禍で開催された第4・第5の両大会を除いて、全二日の日程で開催されている。大会期間中は、参加高校生の学習意欲向上と卒業後の進路選択にむけた関心涵養のための各種講座が行われている。
|           | 開催講座名                                     | 内容                                                                                                 | 備考                                                  |
| --------- | ---------------------------------------------- | --- | ----------------------------------------------------- |
| 共通      | 体験発表会                                     | 学校での取組内容（飼養・研究活動、飼育体験その他）のプレゼンテーション                               | 全出場校参加                                          |
| 共通      | 枝肉勉強会・枝肉共励会                         | 東京食肉市場での出品牛検品・専門家の講評、およびセリ販売のライブ見学                                 | 全出場校参加                                          |
| 共通      | 学校交流会                                     | 参加生徒・指導者の交流促進                                                                           | 全出場校参加                                          |
| 第1回大会 | 特別授業                                       | 食肉販売の最前線とブランディング戦略 映画「ステーキレボリューション」出演秘話                        | 佐藤健一氏 【サトウ食品(株) 代表取締役会長】          |
| 第2回大会 | 特別授業                                       | 肉牛生産農家による生産現場の最前線からの報告                                                         | 五十嵐貞雄氏 【株式会社五十嵐ファーム 代表取締役】    |
| 第3回大会 | 特別授業                                       | 著名人による実体験披露                                                                               | 寺門ジモン氏 芸能人                                   |
| 第6回大会 | 卒業生講話                                     | 進路選択のための卒業生講話                                                                           | 第1回・第2回大会参加岐阜県立飛騨高山高等学校卒業生    |
| 〃        | 体験発表会カンファレンス                       | 全出場校を対象とした体験発表動画の講評                                                               | 取組評価部門全審査委員                                |
| 〃        | 特別授業                                       | 理系女子の職業選択と家業継承、女性目線の職場づくり 映画「ステーキレボリューション」世界3位からの挑戦 | 佐藤理香氏 【サトウ食品株式会社 代表取締役社長】      |
| 〃        | 枝肉部門入賞牛解説・枝肉勉強会まとめ講義       | 専門家による格付の基礎知識の講演 食肉流通の基礎知識                                                  | 芳野陽一郎氏 公益社団法人日本食肉格付協会 専務理事    |
| 第7回大会 | 卒業生講話                                     | 進路選択のための卒業生講話                                                                           | 第3回・第4回大会参加 鹿児島県立市来農芸高等学校卒業生 |
| 〃        | 体験発表会カンファレンス                       | 全出場校を対象とした班別の体験発表動画の講評                                                         | 取組評価部門全審査委員                                |
| 〃        | 特別授業                                       | 進路選択のための講演 "着物ブッチャー"こと"お肉の技術と和牛文化の伝道師"による特別授業                | 渡邊麻莉夏氏 【食肉加工の専門家】                     |
| 〃        | 枝肉勉強会まとめ・入賞牛を中心とした出品牛解説 | 格付の専門家による格付の基礎知識の講演・入賞牛を実例とした解説                                       | 小林淳二氏 公益社団法人日本食肉格付協会 専務理事      |

## 和牛甲子園が架け橋：大会から広がる取組み
和牛甲子園開催が発端となり、高等学校での取組がいろいろな形で社会へ拡大。下記は実例の一部である。
- 和牛甲子園通信（動画版）の試み：webサイトを利用した参加生徒の相互交流・ネットワークづくり
- DX活用の試み：動画版甲子園通信（注目校インタビュー）の作成とHPでの公開、その取組への株式会社日本農業新聞から大会期間の褒賞実施
- 東京食肉市場での反響・反応：1月最大規模の枝肉共励会への成長と出品牛取扱希望企業の拡大、出場校の出品牛購買店舗での販売実習・見学の実施
- 東京食肉市場、食肉産業への関心拡大：食肉市場見学・小売店見学の実施
- SNSの活用と取組拡大：株式会社日本農業新聞デジタルイノベーション室と連携した和牛新聞（LINE版）への記事掲載
- 国産和牛原皮の利用拡大ＰＲのための記念品作成